# Weott
Weott statisztikai település az USA Kalifornia államában, Humboldt megyében. Lakosainak száma 219 fő (2020. április 1.). 
A település népességének változása:

| 2010 | 288 |
| 2020 | 219 |